# Kirchaj
Kirchaj (ros. Кирхай) – wieś (uczastok) w Rosji, w obwodzie irkuckim, w rejonie załarińskim. W 2010 liczyła 72 mieszkańców.